# Tirosina-cinasa
Una tirosina-cinasa és un enzim que pot transferir un grup fosfat de l'ATP a una proteïna en una cèl·lula. Funciona com un interruptor (activant o desactivant) en moltes funcions cel·lulars.
El grup fosfat s'uneix a l'aminoàcid tirosina de la proteïna. Les tirosina-cinases són un subgrup de la gamma de proteïnes que constitueixen les proteïnes-cinases que uneixen grups fosfats a altres aminoàcids (serina i treonina). La fosforilació de proteïnes per part de les cinases és un mecanisme important en la comunicació de senyals dins d'una cèl·lula (transducció de senyals) i en la regulació de l'activitat cel·lular, com la divisió cel·lular.
Les proteïnes-cinases poden mutar, atrapades en la funció d'activació, provocant un creixement no regulat de la cèl·lula, que és un pas necessari per al desenvolupament de càncer. En canvi, els inhibidors de cinasa, com l'Imatinib, sovint són tractaments eficaços contra el càncer. La majoria de les tirosina-cinases tenen una proteïna tirosina fosfatasa associada, que elimina el grup fosfat.

## Reacció

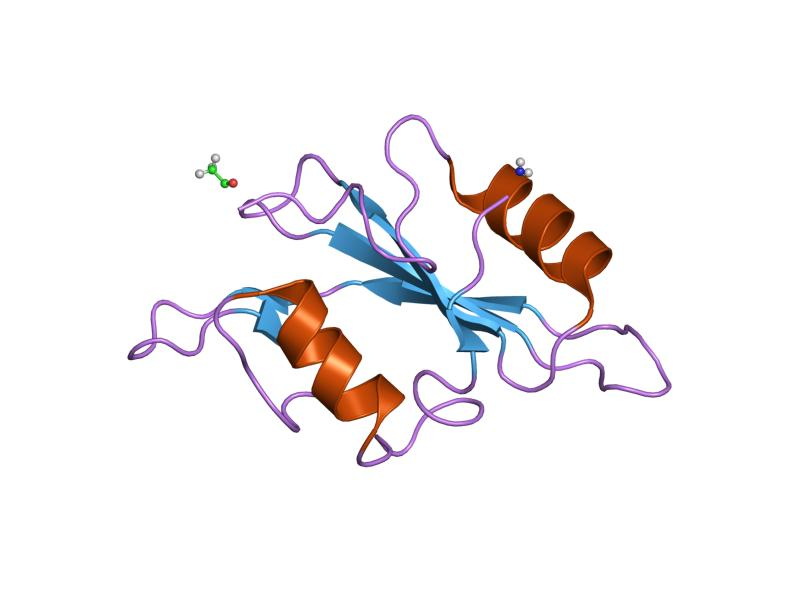
PDB 1luk EBI

Les proteïnes-cinases són un grup d'enzims que posseeixen una subunitat catalítica que transfereix un terminal gamma fosfat de nucleòtids trifosfats (normalment ATP) a un o més residus d'aminoàcids en la cadena lateral d'una proteïna d'un substrat, que resultarà en un canvi conformacional que afectarà la funció de la proteïna. Els enzims es divideixen en dues grans classes, caracteritzades pel que fa a l'especificitat del substrat: serina/treonina específiques i tirosina específica.

## Funció
El terme cinasa descriu una família molt àmplia d'enzims que són els responsables de catalitzar la transferència d'un grup fosforil a un nucleòsid trifosfat donador, com pot ser l'ATP, a una molècula acceptora. Les tirosina-cinases catalitzen la fosforilació de residus de tirosina en proteïnes. La fosforilació de residus de tirosina a vegades canvien la funció de la proteïna en la qual es troben.
La fosforilació de residus de tirosina controla una àmplia gamma de propietats com l'activitat enzimàtica, la localització subcel·lular o la interacció entre molècules. A més, les tirosina-cinases funcionen en moltes cascades de transducció de senyals on els senyals extracel·lulars són transmesos des de la membrana cel·lular al citoplasma i freqüentment al nucli, on l'expressió dels gens pot ser modificada. Finalment les mutacions poden causar que algunes tirosina-cinases es converteixin en actives quant a la constitució, un estat funcional sense parada que pot contribuir a l'inici o la progressió d'un càncer.
Les tirosina-cinases funcionen en una gran varietat de processos, vies i accions, i són responsables de molts esdeveniments clau en el cos. El receptor tirosina-cinasa funciona en la senyalització transmembrana, mentre que dins la cèl·lula aquestes proteïnes funcionen en la transducció de senyal al nucli. L'activitat de la tirosina-cinasa en el nucli està involucrada en el control del cicle de la cèl·lula i les propietats dels factors de transcripció. De fet, d'aquesta manera, l'activitat de la tirosina-cinasa està implicada en la mitogènesi, o la inducció de mitosi en una cèl·lula; les proteïnes que es troben al citosol i al nucli, són fosforilades en residus de tirosina durant aquest procés. El creixement cel·lular i la reproducció poden dependre fins a un cert punt de la tirosina-cinasa. La funció d'aquest enzim s'ha observat en la matriu nuclear, la qual no està composta per cromatina, sinó per l'embolcall nuclear i una banda fibrosa que serveix per estabilitzar físicament l'ADN. Més específicament, Lyn, un tipus de cinasa de la família de les Src que es va identificar en la matriu nuclear, sembla que controli el cicle cel·lular. La família de les Src de les tirosina-cinases estan bastant relacionades, però demostren una gran varietat quant a funcionalitat. Els rols o expressions de la família de les Src de les tirosina-cinases varien significativament d'acord amb el tipus de cèl·lula, així com durant el creixement i la diferenciació de la cèl·lula. Lyn i la família Src de les tirosina-cinases en general han sigut conegudes per funcionar en vies de transducció de senyal. Hi ha evidències que el Lyn està localitzat en la membrana de la cèl·lula i està associada tant físicament com funcional amb una varietat de molècules receptores.
Els fibroblasts -un tipus de compartiment cel·lular que sintetitza la matriu extracel·lular i el col·lagen i està implicat en la cicatrització de ferides- que han sigut transformats pels poliomavirus posseeixen una activitat més elevada de la tirosina en la matriu cel·lular. A més, s'ha determinat que l'activitat de la tirosina-cinasa està correlacionada amb la transformació de la cèl·lula. També s'ha demostrat que la fosforilació d'un antigen mig-T sobre la tirosina està també associada amb la transformació de la cèl·lula, un canvi que és similar al creixement cel·lular i a la reproducció.
La transmissió de la força mecànica i dels senyals reguladors són força fonamentals en la supervivència d'un organisme viu. La proteïna tirosina-cinasa juga també un paper en aquesta tasca. Una proteïna tirosina-cinasa anomenada pp125 està probablement implicada en la influència de les adhesions focals de la cèl·lula, com ho indica una localització per immunofluorescència d'aquesta cinasa. Les adhesions focals són estructures macromoleculars que funcionen en la transmissió de la força mecànica i dels senyals reguladors. Entre la comunitat científica, pp125 també és coneguda com a FAK(“focal adhesion kinase”), per la seva mencionada presència en les adhesions focals de la cèl·lula. La proteïna tirosina-cinasa pp125 és una de les principals proteïnes que contenen fosfotirosines en fibroblasts no afectats (no transformats) d'aus i rosegadors (aquestes cèl·lules estan explicades més amunt amb detall).
Els fibroblasts són un tipus de cèl·lula responsables de la cicatrització i de l'estructura de la cèl·lula animal, entre altres tasques relativament menors però importants, que es duen a terme freqüentment o a vegades. La seqüència i l'estructura de la pp125, quan es comparen amb les bases de dades del “National Biomedical Research Fundation and GenBank”, poden ser bastant úniques, és a dir, que podrien ser un nou membre de la família de les tirosina-cinases. Aquesta proteïna tirosina-cinasa té una seqüència que en un 70% és única, en comparació amb altres proteïnes tirosina-cinases, una xifra que és diferent de la xifra entre els membres reals d'una família establerta de tirosina-cinases. [5] També, la seqüència d'aminoàcid que es va observar indirectament significa que està associada amb el citoplasma, doblant-se en un gran grup de proteïnes tirosina-cinasa citoplasmàtiques. Va ser descoberta quan es van observar els anticossos monoclonals per reconèixer-la. Els anticossos monoclonals, a partir de cèl·lules d'embrió de pollastre transformades per pp60v-src, reconeixen set proteïnes diferents que contenen fosfotirosina. Un d'aquests anticossos monoclonals, anomenat 2A7, reconeix la pp125, i dona suport a la idea que la pp125 és, de fet, una proteïna tirosina-cinasa.
La proliferació cel·lular, tal com està explicada anteriorment en detall, pot dependre en part de la tirosina-cinasa. La funció de la tirosina-cinasa s'ha observat en la matriu nuclear. La Lyn, el primer tipus de cinasa que es va descobrir en la matriu nuclear, forma part de la família Src de les tirosina-cinases, la qual pot estar continguda en el nucli de cartinocits diferenciants, provocats per calci.
La Lyn, en la matriu nuclear, entre l'embolcall nuclear i la xarxa fibrosa que estabilitza físicament l'ADN, va ser trobada funcionant en associació amb la matriu. També va semblar ser condicional al cicle cel·lular. Tot i així la contribució de la proteïna Lyn a l'activitat total de la tirosina-cinasa dins la matriu nuclear no es coneix; com la Lyn només va ser extreta parcialment no es pot administrar una mesura acurada de la seva activitat. Les indicacions, com a tals, són que, d'acord amb Vegesna et al (1996), els polipèptids Lyn estan associats a l'activitat de la tirosina-cinasa en la matriu cel·lular. L'extracció de Lyn era enzimàticament activa, la qual cosa donava suport a aquest concepte.
Un altre possible i probable paper addicional de la proteïna tirosina-cinasa és que en el cas d'insuficiència circulatòria o disfunció d'òrgans causades per l'endotoxina en rates, els efectes dels inhibidors tirofostina i genisteina estan implicats amb la proteïna tirosina-cinasa. Com li ha pogut quedar clar a molta gent, tirosina-cinasa pot estar implicada en molts aspectes desafortunats.
La tirosina-cinasa també està implicada en la senyalització. Els senyals als voltants rebuts pels receptors de les membranes cel·lulars són transmesos al citoplasma de la cèl·lula. La senyalització transmembrana a causa dels receptors de tirosina-cinasa, d'acord amb Bae et al (2009), es basa fortament en les interaccions, com per exemple, mediada pel domini de proteïna SH2; Mitjançant una via d'experimentació s'ha determinat que la selectivitat del domini de la proteïna SH2 és funcional en els processos de mediació cel·lular que involucra la tirosina-cinasa. El receptor de la tirosina-cinasa pot, a través d'aquest mètode, influenciar la senyalització del receptor del factor de creixement. Aquesta és una de les funcions més fonamentals de comunicació de la cèl·lula metazous.

## Inhibidors
Per reduir l'activitat enzimàtica les molècules inhibidores s'uneixen als enzims. Reduir l'activitat enzimàtica pot inactivar un patogen o un bon o mal funcionament del sistema; per aquesta raó, es desenvolupen molts inhibidors enzimàtics per fer-los servir com a medicaments per al públic en general.

### GIST i Imatinib
El tumor de l'estroma gastrointestinal són tumors mesenquimàtics que afecten el tracte gastrointestinal. El tractament per aquest tumor és limitat. Això no obstant, l'Imatinib pot ser efectiu com a inhibidor de l'enzim que no funciona bé.

### Leucèmia mielògena crònica i Nilotinib
Si l'Imanitib no funciona els pacients amb una avançada leucèmia mielògena, que en cas contrari s'enfrontarien a greus circumstàncies, poden fer servir el Nilotinib, un altre inhibidor per al mal funcionament de l'enzim que causa la leucèmia. Aquest inhibidor és altament selectiu de la tirosina-cinasa BCR-ABL.

### Altres
El Sunitinib és un inhibidor oral de la tirosina-cinasa que actua sobre el receptor del factor de creixement vascular endotelial, sobre el receptor del factor de creixement derivat de les plaquetes, sobre el receptor de factor de les cèl·lules mare, i sobre receptor del factor-1 estimulant de colònies (Burstein et el 2008).Gefitinib inhibeix el domini de la tirosina-cinasa del receptor del factor de creixement epidèrmic.
Els inhibidors de cinasa també poden ser mediats. La senyalització de Paracrina media la resposta per als inhibidors de cinasa per al receptor del factor de creixement epidèrmic. Per fer això, la paracrina activa el receptor del factor de creixement epidèrmic en les cèl·lules endotelials d'un tumor.

## Regulació
Hi ha canvis importants que a vegades són induïts quan l'enzim de la tirosina-cinasa es veu afectat per altres factors. Un d'aquests factors és una molècula que s'uneix reversiblement a una proteïna, i que s'anomena lligand. Alguns receptors de tirosina-cinases, encara que certament no tots ells, no realitzen activitat de la proteïna-cinasa fins que un d'aquests lligands no els ha ocupat o activat. És interessant remarcar que, encara que molts casos recents de recerca indiquen que els receptors romanen actius entre els endosomes, abans es pensava que l'endocitosi causada per lligands era l'esdeveniment responsable del procés en el qual s'inactivaven els receptors. El receptors tirosina-cinasa activats són internalitzats (reciclats cap a dins del sistema) en poc temps i són, en última instància, emesos cap als lisosomes, on són convertits en treball al costat de les hidrolases àcides catabòliques que participen en la digestió. Els complexos de senyalització internalitzats estan implicats amb diferents papers en diferents sistemes de receptors de tirosina-cinasa, els detalls específics dels quals van ser investigats. Addicionalment, els lligands participen en vincles reversibles, un terme que descriu aquells inhibidors que s'uneixen no covalentment (els diferents tipus d'inhibició estan afectats depenent de si aquests inhibidors s'uneixen a l'enzim, al complex enzim-substrat o als dos alhora). La multivalència, que és un atribut que té un interès particular per a alguna gent implicada en la investigació científica relacionada, és un fenomen caracteritzat per l'enllaç concurrent de diversos lligands que estan posicionats en una unitat sobre diversos receptors que alhora estan coincidint sobre un altre.
En qualsevol cas, l'enllaç del lligand amb la seva parella és evident a causa dels efectes que pot tenir en la funcionalitat de moltes proteïnes. El lligand del receptor de la tirosina-cinasa activat, com es refereixen a vegades, demostren un únic atribut. Una vegada un receptor tirosina-cinasa està unit al seu lligand, és capaç d'unir-se a la tirosina-cinasa que resideix al citosol de la cèl·lula.

### Eritròcits com a exemple
Un exemple d'aquest disparador del sistema en acció és el procés a través del qual es regula la formació d'eritròcits. Els mamífers posseeixen aquest sistema, que comença en els ronyons, on es fabrica el senyal de desenvolupament. Aquest senyal s'anomena també una citocina, i és en aquest cas una eritropoetina. Les citocines són reguladors clau per la proliferació i diferenciació de les cèl·lules hematopoètiques. La seva activitat s'inicia quan el receptors de citocina de les hematopoètiques s'activen. En la regulació dels eritròcits, la eritropoietina és una proteïna que conté 165 aminoàcids que tenen un paper activador de la proteïna-cinasa citoplasmàtica JAK. Els resultats d'algunes investigacions noves també han indicat que els esmentats receptors de citocina funcionen amb membres de la família de les JAK tirosina-cinases. Els receptors de citocina activen les cinases JAK. A continuació, això dona lloc a la fosforilació de diverses proteïnes de senyalització situades a la membrana cel·lular.
Posteriorment, això afecta tant a l'estimulació dels receptors mediats per lligands i l'activació de la via de senyalització intracel·lular. Els substrats de les cinases JAK intervenen en respostes genètiques entre altres coses. Aquest procés també és responsable de mediar la producció de cèl·lules sanguínies. En aquest cas, la eritropoietina s'uneix al receptor corresponent de la membrana del plasma, dimeritzant el receptor. El dímer és responsable d'activar la unió de la cinasa JAK. Els residus de tirosina, que estan localitzats en el domini citoplasmàtic del receptor de la eritropoietina, en conseqüència són fosforilats per la proteïna-cinasa JAK activada. En general, així és també com el receptor de la tirosina-cinasa pot ser activada per un lligand per regular la formació dels eritròcits.

### Altres exemples
Casos addicionals del factor d'influència de l'activitat de la proteïna tirosina-cinasa, similars a aquest cas, existeixen. Una proteïna adaptadora com la Grb2 s'unirà als residus de tirosina-fosfat sota la influència dels receptors de les proteïnes-cinases. Aquest mecanisme és un mecanisme ordinari que provoca interaccions proteïna-proteïna. A més, il·lustrant una circumstància extra, s'ha determinat que els factors associats a la insulina influencien la tirosina-cinasa. Els substrats dels receptors d'insulina són molècules que funcionen en la senyalització, i tenen responsabilitat en la tasca de regular els efectes de la insulina. Molts enzims receptors tenen una estreta relació amb l'estructura i l'activitat del receptor de la tirosina-cinasa, i segons Lehninger (2008) l'enzim receptor fundacional, o el prototip de l'enzim receptor, és la insulina. És interessant observar que cada un dels substrats del receptor d'insulina IRS-2 i IRS-3, té una funció i distribució única del teixit característic i serveix per millorar les capacitats de senyalització en les vies, tals com les del cos humà, que s'inicien pels receptors de tirosina-cinases. Les molècules activades de IRS-1 milloren el senyal creat per la insulina. El sistema receptor d'insulina, en canvi, sembla disminuir l'eficàcia de la senyalització endosòmica.
El sistema receptor del factor de creixement epidèrmic, com a tal, s'ha usat com un exemple intermedi. Alguns senyals estan produïts des de la superfície cel·lular; en aquest cas, però, les dades suggereixen que altres senyals semblen que emanin des de dins els endosomes. Hi ha un propòsit per a això en l'organisme, per descomptat, però no se sap del tot quina és la raó exactament. Aquesta varietat de funcions pot ser un mitjà per crear senyals específics de lligands. Això dona suport al concepte que el transport, un terme per a la modificació de proteïnes subseqüent a la translació d'ARNm, pot ser vital en la funció de senyalització del receptor.

## Estructura
Una de les característiques estructurals que s'observen en totes les proteïnes de la tirosina-cinasa és la presència d'un lloc d'unió de l'ATP constituït per tres residus que es consideren associats amb la funció del tercer grup fosfat (anomenat el grup gamma-fosfat) d'una molècula d'ATP unida a l'enzim, i un possible lloc catalític de l'enzim que és un aminoàcid. També és molt comú que en les tirosina-cinases hi hagi dos seqüències de pèptids.
Hi ha més de 100 estructures en 3D de les tirosina-cinases, disponibles en el Banc de Dades de Proteïnes. Un exemple és la AP 1IRK, l'estructura cristal·lina del domini tirosina-cinasa del receptor de la insulina humana.

## Famílies
Les tirosina-cinases es divideixen en dues famílies principals: 
- les cinases vinculades a receptors transmembrana
- Aquells que són proteïnes citoplasmàtiques

### Receptors
Aproximadamens es coneixen 2000 cinases, i s'han trobat més de 90 proteïnes tirosina-cinasa (PTKs) en el genoma humà. Es divideixen en dues classes, PTKs receptors i no receptors. En l'actualitat es coneixen 58 receptors tirosina-cinasa (RTK), agrupats en 20 subfamílies. Ells tenen un paper fonamental en diverses activitats cel·lulars, incloent-hi el creixement, la diferenciació, el metabolisme, l'adhesió, la motilitat i la mort. Els RTKs estan compostos per un domini extracel·lular, que pot unir el lligand específic, un domini transmembrana i un domini catalític intracel·lular, que pot unir un lligand específic, un domini transmembrana i un domini catalític intracel·lular, i que és capaç d'unir i fosforilar substrats específics. La unió d'un lligand a la regió extracel·lular provoca una sèrie de reordenaments estructurals en el RTK que condueixen a l'activació enzimàtica. En particular, el moviment d'algunes parts del domini cinasa dona lliure accés a l'adenosina trifosfat (ATP) al centre actiu del substrat. Això desencadena una cascada d'esdeveniments a través de la fosforilació de les proteïnes intracel·lulars que en última instància, transmeten (“transdueixen”) el senyal extracel·lular al nucli, provocant canvis en l'expressió gènica, per translocació cromosòmica, o simplement per la sobreexpressió. En tots els casos, el resultat és una hiperactivitat de la cinasa, que confereix un desmesurat i irregular estímul del creixement de les cèl·lules canceroses.

### Citoplasmàtiques / no receptors
Els éssers humans tenen 32 tirosina-cinases citoplasmàtiques (CE 2.7.20.2).
La primera tirosina-cinasa no receptora identificada va ser la proteïna oncogènica v-src. La majoria de les cèl·lules animals contenen un o més membres de la família Src de les tirosina-cinases. Es va utilitzar un virus del sarcoma de pollastre per transportar versions mutades del gen Src d'una cèl·lula normal. El gen mutat v-src perd la capacitat d'inhibició de l'activitat enzimàtica que és característica dels gens SRC (c-src). La família de gens SRC està relacionada amb la regulació de molts processos cel·lulars.
Per exemple, els receptors de l'antigen de cèl·lules T condueix a la senyalització intracel·lular per l'activació de Lck i Gyn, dues proteïnes que són estructurals similars a Src.

## Significat clínic
Les tirosina-cinases són particularment importants en l'actualitat per les seves implicacions en el tractament del càncer. Una mutació que causa que determinades tirosina-cinases siguin constitutivament actives, s'ha associat amb diversos tipus de càncer. Imatinib (comercialment Bleevec o glivec) és un medicament capaç d'unir-se al centre catalític d'aquests tirosina-cinases, inhibint la seva activitat.
Això no obstant, l'activitat de la tirosina-cinasa està també involucrada significativament en esdeveniments que es consideren a vegades molt desfavorables. Per exemple, està implicada en el trastorn de certs processos, com la divisió cel·lular. També estan implicades nombroses malalties relacionades amb la inflamació local, tals com l'aterosclerosi i la psoriasi, o en inflamacions sistemàtiques com la sepsis i el shock sèptic. Certs virus utilitzen a la tirosina-cinasa durant la infecció. El virus papil·loma afecta l'activitat de la tirosina-cinasa dins la matriu nuclear. Els fibroblasts són cèl·lules que intervenen en la cicatrització de ferides i en la formació de l'estructura cel·lular en les cèl·lules dels mamífers. Quan aquestes cèl·lules es transformen pel virus del papil·loma, l'augment de l'activitat de la tirosina-cinasa s'observa en la matriu cel·lular, que també es correlaciona amb la proliferació cel·lular. Un altre virus que utilitza la tirosina cinasa és el virus del sarcoma de Rous, un retrovirus que causa el sarcoma dels pollastres. Les cèl·lules infectades mostren modificacions en la seva estructura i en la regulació del creixement cel·lular que és extremadament inusual. Les tirosina-cinases que estan codificades pel virus del sarcoma de Rous, causen la transformació cel·lular i es denomina oncoproteïnes. A més, la tirosina-cinasa a vegades pot funcionar incorrectament de tal manera que condueix al càncer de pulmó de cèl·lules no petites. Un càncer comú, generalitzat, el càncer de pulmó de cèl·lules no petites és un càncer comú i generalitzat que causa la mort de més persones que el càncer de mama el colorrectal i el de pròstata junts.
La investigació ha demostrat que la fosforilació de la proteïna es produeix en els residus de tirosina d'ambdues tirosina-cinases; els receptors transmembrana i les associades a la membrana en les cèl·lules normals. La fosforilació té un paper important en la senyalització cel·lular que regula el nombre i la varietat de factors de creixement. Prova d'això és l'observació que les cèl·lules afectades pel virus del sarcoma de Rous mostren evidents modificacions estructurals i la falta total de regulació normal del creixement cel·lular. Les oncoproteïnes codificades pel virus del sarcoma de Rous són tirosina qinases i són la causa i a més calen per aquesta transformació cel·lular. L'activitat de fosforilació de la tirosina-cinasa també augmenta o disminueix en relació amb els canvis en la composició cel·lular i la regulació del creixement. D'aquesta manera, una certa transformació mostrada per les cèl·lules depèn del paper que juga la tirosina-cinasa. Les proteïnes tirosina-cinasa, juguen un millor paper en l'activació de limfòcits. A més, intervenen mediant la comunicació en cèl·lules com les cromafines adrenals, les plaquetes i les cèl·lules neuronals.
La tirosina-cinasa pot convertir-se en un enzim no regulat dins d'un organisme a causa d'influències tals com mutacions. Aquest comportament produeix el caos, els processos essencials es desorganitzen. En els sistemes en els quals l'organisme compta amb un mal funcionament s'obté sovint com a resultat el càncer. Per descomptat, la possibilitat d'impedir aquest tipus de circumstàncies és una cosa molt convenient per aquells que realitzen investigacions relacionades amb aquest fet. Diverses investigacions ja han assenyalat l'efecte significatiu que els inhibidors del funcionament de l'enzim tirosina-cinasa tenen en malalties relacionades. És alentidor que la investigació hagi sigut vista com bastant prolífica en una sèrie de casos diferents.

### El càncer de pulmó de cèl·lules no petites
La resposta del càncer a un inhibidor de la tirosina-cinasa va ser avaluada en un assaig clínic. En aquest cas, El Gefitinib és l'inhibidor de la tirosina-cinasa. Un incorrecte funcionament de la tirosina-cinasa pot conduir al càncer de pulmó de cèl·lules no petites. El Gefitinib és un inhibidor de la tirosina-cinasa que s'uneix al receptor del factor de creixement epidèrmic, que indueix a resultats favorables en pacients amb càncer de pulmó de cèl·lules no petites. El càncer de pulmó de cèl·lules no petites és un càncer comú i generalitzat i causa la mort de més persones que el de mama, el de pròstata i el colorrectal junts. Aquesta és una forta motivació per dur a terme la investigació sobre inhibidors de la tirosina-cinasa com possibles objectius en el tractament del càncer. El Gefitinib, que funciona com un inhibidor del receptor de la tirosina-cinasa del factor de creixement epidèrmic, va millorar els símptomes relacionats amb el càncer de pulmó de cèl·lules no petites i va donar lloc a regressions tumorals. Aquest és un exemple de l'eficàcia d'aquest inhibidor. El procés d'inhibició mostra com el càncer es conté. Les mutacions en el receptor del factor de creixement epidèrmic activen les vies de senyalització que promouen la supervivència cel·lular. El càncer de pulmó de cèl·lules no petites es torna dependent d'aquests senyals de supervivència. La inhibició que produeix el Gefitinib dels senyals de supervivència pot ser un factor que contribueixi a la seva eficàcia com el fàrmac pel tractament del càncer de cèl·lules no petites.
El Gefitinib és tolerat pels éssers humans; i el tractament va produir una taxa de millora dels símptomes del 43% (Amb un 95% de confiança en un interval de 33%-53%) en els pacients que va rebre 250 mg de Gefitinib i el 35% (amb un 95% de confiança en un 26% -45% de l'interval) pels que van rebre 500 mg. A l'assaig, el receptor del factor de creixement epidèrmic va mostrar una ràpida resposta a l'inhibidor, com ho demostra la millora dels símptomes del càncer. A cada grup, les millors es van observar després d'una setmana de tractament amb inhibidors del receptor de la tirosina-cinasa. L'aplicació de Gefitinib una vegada al dia va causar una ràpida millora dels símptomes i la regressió del tumor en pacients amb càncer de cèl·lules no petites. En el camp de la investigació mèdica, això és un exemple especialment significatiu de la utilització d'un inhibidor per al tractament de càncer associat a la tirosina-cinasa. La quimioteràpia, la cirurgia i la radioteràpia van ser les úniques i principals opcions disponibles abans dels descobriments realitzats en aquest assaig. Els efectes secundaris del tractament amb Gefitinib oral una vegada al dia es va considerar que eren significatius. La diarrea va aparèixer en el 57% dels pacients en el grup de 250 mg i en el 75% del grup de 500 mg. Un pacient va tenir diarrea més severa, de grau 2, amb un màxim de sis deposicions en un únic dia. A més, es va produir una port possiblement deguda al tractament amb inhibidors del receptor tirosina-cinasa del factor de creixement epidèrmic. No obstant, la correlació no està molt clara. A més, es va observar toxicitat a la pell en el 62% dels pacients en el grup de 250 mg. No obstant, els efectes secundaris del Gefitinib van ser en general suaus, manejables, no acumulatius i reversibles. Per desgràcia, l'única estratègia per revertir els símptomes desfavorables és deixar de prendre l'inhibidor. El Gefitinib segueix representant un tractament raonadament segur i eficaç en comparació amb altres teràpies contra el càncer.
Per una altra part, el receptor del factor de creixement epidèrmic, té un paper crucial en la formació de nous tumors. En el cas del càncer de pulmó de cèl·lules no petites, aquests tumors són malignes i perillosos per la salut d'un ésser humà. També s'han desenvolupat dos anticossos monoclonals i altres petites molècules de l'inhibidor de la tirosina-cinasa anomenat Erlotinib per tractar el càncer.

### Leucèmia mieloide crònica
La BCR-ABL és una tirosina-cinasa constitutivament activa que s'associa amb la leucèmia mieloide crònica. És possible que un inhibidor de la tirosina-cinasa pugui ser una opció viable per al tractament de la leucèmia mieloide crònica causada per la BCR-ABL. L'activitat de la tirosina-cinasa és crucial per la transformació de la BCR-ABL. Per tant, la inhibició probablement podria millorar els símptomes del càncer. El STI-571, també conegut com a CGP 57148B, és un inhibidor específic de la tirosina-cinasa BCR-ABL. L'eficàcia del SRI571, ha sigut provada en 83 pacients amb leucèmia mieloide crònica, als que se'ls va administrar la dosis per via oral durant la fase crònica de la seva malaltia. Aquests pacients prèviament no havien respost al tractament amb interferó alfa. Els efectes adversos del STI571 existien, però eren tolerables. Les nàusees, miàlgies, edemes i diarrea van ser els efectes negatius de la utilització del STI-571 per inhibir la BCR-ABl tirosina-cinasa constitutivament activada. Una dosis de 300 mg de l'inhibidor van donar cmo a resultat reaccions positives en tots els subjectes, en un termini d'un mes des de l'inici del tractament. Es van donar reaccions citogenètiques (reaccions que afecten a l'estructura i la funció cel·lular) en 29 subjectes, mentre que en 17 d'ells van aparèixer reaccions significatives. És interessant observar que set d'aquests pacients es van recuperar completament de la leucèmia mieloide crònica induïda per BCR-ABL. Es va concloure que l'inhibidor] ben tolerat té un efecte favorable significatiu en l'activitat de la leucèmia mieloide en pacients que no responen al tractament amb interferó alfa. El potencial de l'inhibidor de la tirosina-cinasa STI571 per reduir la propagació de la leucèmia mieloide crònica induïda per BCR-ABL és vital. L'informe ofereix suport a la creació de fàrmacs contra el càncer que funcionen d'acord amb la seva capacitat per actuar en les anomalies de les cèl·lules canceroses en els éssers humans.

### Tumors de l'estroma gastrointestinal
Els tumors de l'estroma gastrointestinal són coneguts per ser resistents al tractament del càncer amb quimioteràpia i no responen a cap mena de tractament en casos avançats. Això no obstant, l'inhibidor de la tirosina-cinasa STI571 és eficaç en el tractament de pacients amb càncer de l'estroma gastrointestinal. Els tumors de l'estroma gastrointestinal consisteixen en un grup de neoplàsies mesenquimàtics que es formen a partir de precursors de les cèl·lules que componen el teixit connectiu en el tracte gastrointestinal. La majoria d'aquests tumors es troben en l'estómac, encara que també es pot trobar en l'intestí prim o en altres parts del tracte intestinal. Les cèl·lules d'aquests tumors tenen un receptor del factor de creixement associat amb l'activitat de la tirosina-cinasa. Aquest receptor del factor de creixement s'anomena c-kit i es va produir per un protooncogen (c-kit). La mutació del c-kit produeix l'activitat constitutiva de la tirosina-cinasa que es tradueix en tumors cancerosos de l'estroma gastrointestinal. Els resultats de la mutació del c-lit inclouen restriccions en l'activitat de la tirosina-cinasa i la proliferació de cèl·lules, la fosforilació no regulada de c-kit i la interrupció d'algunes vies de comunicació. El tractament amb Imatinib pot inhibir els mecanismes de senyalització de les cèl·lules anormals en tumors de l'estroma gastrointestinal. Això dona lloc a reaccions significatives en els pacients i manté el control de la malaltia. No hi ha dubte que aquest inhibidor pot ser eficaç i segur en els éssers humans. De manera similar, l'inhibidor de la tirosina-cinasa STI571, va reduir significativament la mida dels tumors. Van disminuir aproximadament un 65% en la mida utilitzant-lo durant 4 meses, i van continuar disminuint. No apareixen noves lesions, i algunes de les metàstasis hepàtiques van desaparèixer completament. L'únic pacient en l'estudi després del tractament es va mantenir sa. No hi ha mitjans eficaços de tractament pels tumors de l'estroma gastrointestinal avançat, però el STI-571 representa un tractament eficaç en lse primeres etapes del càncer associat a c-kit, per la inhibició de la desfavorable activitat de la tirosina-cinasa.